# Olszówka (Podszkodzie)
Olszówka – część wsi Podszkodzie w Polsce, położona w województwie świętokrzyskim, w powiecie ostrowieckim, w gminie Bodzechów.
W latach 1975–1998 Olszówka administracyjnie należała do województwa kieleckiego.